# Liste der Monuments historiques in Villotte-Saint-Seine
Die Liste der Monuments historiques in Villotte-Saint-Seine führt die Monuments historiques in der französischen Gemeinde Villotte-Saint-Seine auf.

## Liste der Immobilien
| Bezeichnung                     | Beschreibung | Standort                  | Kennzeichnung | Schutzstatus | Datum | Bild           |
| ------------------------------- | --- | ------------------------- | ------------- | ------------ | ----- | -------------- |
| Dorfkreuz                       | Stein, 16. Jahrhundert                                                                                                | Place de la Mairie (Lage) | PA00112730    | Inscrit      | 1925  | weitere Bilder |
| Château de Villotte-Saint-Seine | Schloss, 17. Jahrhundert, im 19. Jahrhundert erweitert; mit Taubenturm, 16. Jahrhundert, Nebengebäuden und Parkanlage | Rue du Château (Lage)     | PA00135226    | Inscrit      | 1995  | weitere Bilder |